# Gran Premi de Luxemburg de Motocròs 500cc
|  | Per a altres significats, vegeu «Gran Premi de Luxemburg de Motocròs». |

El Gran Premi de Luxemburg de Motocròs en la cilindrada de 500cc (alemany: Großer Preis von Luxemburg Moto-Cross 500 ccm; francès: Grand Prix du Grand-Duché de Luxembourg de moto-cross 500cc), abreujat GP de Luxemburg de 500cc, fou una prova internacional de motocròs que es va celebrar anualment a Luxemburg entre el 1952 i el 2000, és a dir, des de la primera edició del Campionat d'Europa fins a pocs anys abans del final del Campionat del Món d'aquesta cilindrada (el 2004, la històrica categoria dels 500cc fou reconvertida a la ja desapareguda MX3). Anomenat inicialment només "Gran Premi de Luxemburg de Motocròs", no fou fins a la creació de la primera Copa d'Europa de 250cc, el 1957, quan se'l va començar a conèixer amb l'afegitó de la cilindrada ("Gran Premi de Luxemburg de Motocròs de 500cc") per tal de diferenciar-lo del Gran Premi de Luxemburg de Motocròs de 250cc, amb el qual convisqué des d'aleshores en circuits i dates separats.
Celebrat habitualment a l'agost, el GP de Luxemburg de 500cc seguia sovint al de Bèlgica, la prova més emblemàtica del mundial -la qual es disputava a La Citadelle una setmana o dues abans- i formava part, amb Suïssa i alguna altra, del darrer grup de curses de final de temporada. Nombrosos campions del món van deixar decidit el seu títol a Luxemburg. El Gran Premi es va celebrar ininterrompudament a Ettelbruck (un dels circuits més ben valorats de la història del motocròs) fins al 1982 i, d'ençà del 1985, canvià el seu clàssic escenari pel de Folkendange.

## Edicions
| Vila        | Comuna           | Cantó    | Data usual | De   | A    | Edicions |
| ----------- | ---------------- | -------- | ---------- | ---- | ---- | -------- |
| Ettelbruck  | Ettelbruck       | Diekirch | A l'agost  | 1952 | 1982 | 31       |
| Folkendange | Vallée de l'Ernz | Diekirch | A l'agost  | 1985 | 2000 | 13       |
| Reil        | Alemanya         | Alemanya | A l'agost  | 1996 | 1996 | 1        |
| Bockholtz   | Parc Hosingen    | Clervaux | A l'agost  | 1997 | 1997 | 1        |
| Total       | 4                |          |            |      |      | 46       |

1. ↑  El Gran Premi de Luxemburg de 1996 se celebrà a Reil, una població del Land alemany de Renània-Palatinat situada a uns 100 km de Folkendange.

## Palmarès
Font:
| Edició  | Any  | Lloc                     | Data            | Guanyador          | Guanyador     |
| ------- | ---- | ------------------------ | --------------- | ------------------ | ------------- |
| I       | 1952 | Ettelbruck               | 9-10 d'agost    | Victor Leloup      | FN            |
| II      | 1953 | Ettelbruck               | 8-9 d'agost     | Leslie Archer      | Norton        |
| III     | 1954 | Ettelbruck               | 31j-1 d'agost   | Auguste Mingels    | FN            |
| IV      | 1955 | Ettelbruck               | 13-14 d'agost   | Leslie Archer      | Norton        |
| V       | 1956 | Ettelbruck               | 11-12 d'agost   | John Draper        | BSA           |
| VI      | 1957 | Ettelbruck               | 10-11 d'agost   | Sten Lundin        | Monark        |
| VII     | 1958 | Ettelbruck               | 9-10 d'agost    | René Baeten        | FN            |
| VIII    | 1959 | Ettelbruck               | 8-9 d'agost     | Sten Lundin        | Monark        |
| IX      | 1960 | Ettelbruck               | 13-14 d'agost   | Sten Lundin        | Monark        |
| X       | 1961 | Ettelbruck               | 12-13 d'agost   | Sten Lundin        | Lito          |
| XI      | 1962 | Ettelbruck               | 11-12 d'agost   | Bill Nilsson       | Lito          |
| XII     | 1963 | Ettelbruck               | 10-11 d'agost   | Sten Lundin        | Lito          |
| XIII    | 1964 | Ettelbruck               | 8-9 d'agost     | Jeff Smith         | BSA           |
| XIV     | 1965 | Ettelbruck               | 7-8 d'agost     | Paul Friedrichs    | ČZ            |
| XV      | 1966 | Ettelbruck               | 13-14 d'agost   | Paul Friedrichs    | ČZ            |
| XVI     | 1967 | Ettelbruck               | 12-13 d'agost   | Dave Bickers       | ČZ            |
| XVII    | 1968 | Ettelbruck               | 10-11 d'agost   | Vic Eastwood       | Husqvarna     |
| XVIII   | 1969 | Ettelbruck               | 9-10 d'agost    | Dave Nicoll        | BSA           |
| XIX     | 1970 | Ettelbruck               | 8-9 d'agost     | Bengt Åberg        | Husqvarna     |
| XX      | 1971 | Ettelbruck               | 7-8 d'agost     | Åke Jonsson        | Maico         |
| XXI     | 1972 | Ettelbruck               | 12-13 d'agost   | Jaak van Velthoven | Yamaha        |
| XXII    | 1973 | Ettelbruck               | 11-12 d'agost   | Åke Jonsson        | Yamaha        |
| XXIII   | 1974 | Ettelbruck               | 10-11 d'agost   | Jaak van Velthoven | Yamaha        |
| XXIV    | 1975 | Ettelbruck               | 9-10 d'agost    | Roger De Coster    | Suzuki        |
| XXV     | 1976 | Ettelbruck               | 7-8 d'agost     | Jaak van Velthoven | KTM           |
| XXVI    | 1977 | Ettelbruck               | 13-14 d'agost   | Heikki Mikkola     | Yamaha        |
| XXVII   | 1978 | Ettelbruck               | 12-13 d'agost   | Heikki Mikkola     | Yamaha        |
| XXVIII  | 1979 | Ettelbruck               | 11-12 d'agost   | André Malherbe     | Honda         |
| XXIX    | 1980 | Ettelbruck               | 9-10 d'agost    | Roger De Coster    | Honda         |
| XXX     | 1981 | Ettelbruck               | 8-9 d'agost     | Håkan Carlqvist    | Yamaha        |
| XXXI    | 1982 | Ettelbruck               | 7-8 d'agost     | Håkan Carlqvist    | Yamaha        |
|         |      | 1983-1984: No es disputà |                 |                    |               |
| XXXII   | 1985 | Folkendange              | 10-11 d'agost   | André Malherbe     | Honda         |
| XXXIII  | 1986 | Folkendange              | 9-10 d'agost    | Georges Jobé       | Kawasaki      |
| XXXIV   | 1987 | Folkendange              | 8-9 d'agost     | Kees van der Ven   | KTM           |
| XXXV    | 1988 | Folkendange              | 13-14 d'agost   | Kurt Nicoll        | Kawasaki      |
| XXXVI   | 1989 | Folkendange              | 12-13 d'agost   | Dave Thorpe        | Honda         |
| XXXVII  | 1990 | Folkendange              | 11-12 d'agost   | Jacky Martens      | KTM           |
| XXXVIII | 1991 | Folkendange              | 10-11 d'agost   | Dave Thorpe        | Kawasaki      |
| XXXIX   | 1992 | Folkendange              | 8-9 d'agost     | Kurt Nicoll        | KTM           |
| XL      | 1993 | Folkendange              | 7-8 d'agost     | Jacky Martens      | Husqvarna     |
| XLI     | 1994 | Folkendange              | 16-17 de juliol | Marcus Hansson     | Honda         |
| XLII    | 1995 | Folkendange              | 27-28 de maig   | Gerald Delepine    | Honda         |
|         |      |                          |                 |                    |               |
| XLIII   | 1996 | Reil (Alemanya)          | 10-11 d'agost   | Peter Johansson    | Husqvarna     |
| XLIV    | 1997 | Bockholtz                | 9-10 d'agost    | Kurt Nicoll        | KTM           |
|         | 1998 | No es disputà            | No es disputà   | No es disputà      | No es disputà |
| XLV     | 1999 | Folkendange              | 7-8 d'agost     | Andrea Bartolini   | Yamaha        |
| XLVI    | 2000 | Folkendange              | 12-13 d'agost   | Marnicq Bervoets   | Yamaha        |

1. ↑  L'any 2000, el GP de Luxemburg ho fou alhora de 125, 250 i 500cc. Aquesta taula reflecteix només els resultats de la categoria de 500cc.

## Estadístiques
S'han considerat tots els resultats compresos entre el 1952 i el 2000.

### Guanyadors múltiples
| Pilot              | Victòries |
| ------------------ | --------- |
| Sten Lundin        | 5         |
| Jaak van Velthoven | 3         |
| Kurt Nicoll        | 3         |
| Leslie Archer      | 2         |
| Dave Thorpe        | 2         |
| Roger De Coster    | 2         |
| André Malherbe     | 2         |
| Jacky Martens      | 2         |
| Åke Jonsson        | 2         |
| Håkan Carlqvist    | 2         |
| Paul Friedrichs    | 2         |
| Heikki Mikkola     | 2         |

### Victòries per país
| País          | Victòries |
| ------------- | --------- |
| Bèlgica       | 15        |
| Suècia        | 13        |
| Regne Unit    | 12        |
| Finlàndia     | 2         |
| RDA           | 2         |
| Països Baixos | 1         |
| Itàlia        | 1         |
| Total         | 46        |

### Victòries per marca
| Marca     | Victòries |
| --------- | --------- |
| Yamaha    | 9         |
| Honda     | 6         |
| KTM       | 5         |
| Husqvarna | 4         |
| FN        | 3         |
| Kawasaki  | 3         |
| Lito      | 3         |
| Monark    | 3         |
| ČZ        | 3         |
| BSA       | 3         |
| Norton    | 2         |
| Suzuki    | 1         |
| Maico     | 1         |
| Total     | 46        |